# Johannes Tinctoris
Johannes Tinctoris, född 1435 i Braine-l'Alleud, död 1511 i Nivelles, var en flamländsk renässansmusiker och musikolog.
Johannes Tinctoris var omkring 1475 kapellmästare vid Ferdinands av Aragonien hov i Neapel, sedermera kanonikus i Nivelles. Han ansågs som en av de lärdaste musikerna på sin tid och skrev bland annat det första musiklexikonet, Terminorum musicæ diffinitorium (omkring 1475). 
Postumt utgavs hans kompositionslära, bestående av en följd fristående avhandlingar, bland vilka särskilt De natura et proprietate tonorum och Liber de arte contrapuncti är berömda. Hans avhandlingar fick betydelse för renässansens fortsatta musikaliska utveckling. I De inventione et usu musice behandlar han musikens teologiska och metafysiska rötter.
Tinctoris komponerade mässor, motetter och några chansoner.